# 京都府小学校一覧
京都府小学校一覧（きょうとふしょうがっこういちらん）は、京都府の小学校および義務教育学校（前期課程）の一覧。

## 国立小学校
- 京都教育大学附属京都小中学校
- 京都教育大学附属桃山小学校

## 公立小学校

### 京都市

#### 北区
- 京都市立元町小学校
- 京都市立上賀茂小学校
- 京都市立柊野小学校
- 京都市立大宮小学校
- 京都市立待鳳小学校
- 京都市立鳳徳小学校
- 京都市立紫竹小学校
- 京都市立鷹峯小学校
- 京都市立紫明小学校
- 京都市立紫野小学校
- 京都市立衣笠小学校
- 京都市立金閣小学校
- 京都市立大将軍小学校

#### 上京区
- 京都市立室町小学校
- 京都市立京極小学校
- 京都市立新町小学校
- 京都市立西陣中央小学校
- 京都市立乾隆小学校
- 京都市立翔鸞小学校
- 京都市立仁和小学校
- 京都市立正親小学校
- 京都市立二条城北小学校
- 京都市立御所東小学校

#### 中京区
- 京都市立御所南小学校
- 京都市立高倉小学校
- 京都市立洛中小学校
- 京都市立朱雀第一小学校
- 京都市立朱雀第二小学校
- 京都市立朱雀第三小学校
- 京都市立朱雀第四小学校
- 京都市立朱雀第六小学校
- 京都市立朱雀第七小学校
- 京都市立朱雀第八小学校

#### 下京区
- 京都市立洛央小学校
- 京都市立下京渉成小学校
- 京都市立下京雅小学校
- 京都市立梅小路小学校
- 京都市立光徳小学校
- 京都市立七条小学校
- 京都市立西大路小学校
- 京都市立七条第三小学校

#### 南区
- 京都市立九条弘道小学校
- 京都市立九条塔南小学校
- 京都市立南大内小学校
- 京都市立凌風小中学校
- 京都市立吉祥院小学校
- 京都市立唐橋小学校
- 京都市立祥栄小学校
- 京都市立祥豊小学校
- 京都市立上鳥羽小学校
- 京都市立大藪小学校
- 京都市立久世西小学校

#### 左京区
- 京都市立明徳小学校
- 京都市立岩倉南小学校
- 京都市立岩倉北小学校
- 京都市立八瀬小学校
- 京都市立大原小中学校
- 京都市立市原野小学校
- 京都市立鞍馬小学校
- 京都市立花背小中学校
- 京都市立錦林小学校
- 京都市立第三錦林小学校
- 京都市立第四錦林小学校
- 京都市立北白川小学校
- 京都市立養正小学校
- 京都市立養徳小学校
- 京都市立下鴨小学校
- 京都市立葵小学校
- 京都市立修学院小学校
- 京都市立上高野小学校
- 京都市立修学院第二小学校
- 京都市立松ヶ崎小学校

#### 東山区
- 京都市立開睛小中学校
- 京都市立東山泉小中学校

#### 山科区
- 京都市立山階小学校
- 京都市立西野小学校
- 京都市立山階南小学校
- 京都市立安朱小学校
- 京都市立鏡山小学校
- 京都市立陵ヶ岡小学校
- 京都市立音羽小学校
- 京都市立音羽川小学校
- 京都市立大塚小学校
- 京都市立勧修小学校
- 京都市立小野小学校
- 京都市立百々小学校
- 京都市立大宅小学校

#### 右京区
- 京都市立嵯峨小学校
- 京都市立広沢小学校
- 京都市立嵐山小学校
- 京都市立宕陰小中学校
- 京都市立常磐野小学校
- 京都市立嵯峨野小学校
- 京都市立御室小学校
- 京都市立宇多野小学校
- 京都市立花園小学校
- 京都市立高雄小学校
- 京都市立京都京北小中学校
- 京都市立太秦小学校
- 京都市立南太秦小学校
- 京都市立安井小学校
- 京都市立西院小学校
- 京都市立山ノ内小学校
- 京都市立梅津小学校
- 京都市立梅津北小学校
- 京都市立西京極小学校
- 京都市立西京極西小学校
- 京都市立葛野小学校

#### 西京区
- 京都市立川岡小学校
- 京都市立川岡東小学校
- 京都市立樫原小学校
- 京都市立松尾小学校
- 京都市立嵐山東小学校
- 京都市立松陽小学校
- 京都市立桂小学校
- 京都市立桂徳小学校
- 京都市立桂川小学校
- 京都市立桂東小学校
- 京都市立大枝小学校
- 京都市立桂坂小学校
- 京都市立新林小学校
- 京都市立境谷小学校
- 京都市立洛西陵明小中学校
- 京都市立上里小学校
- 京都市立大原野小学校

#### 伏見区
- 京都市立深草小学校
- 京都市立稲荷小学校
- 京都市立藤ノ森小学校
- 京都市立藤城小学校
- 京都市立砂川小学校
- 京都市立竹田小学校
- 京都市立桃山小学校
- 京都市立桃山東小学校
- 京都市立桃山南小学校
- 京都市立醍醐小学校
- 京都市立池田小学校
- 京都市立池田東小学校
- 京都市立春日野小学校
- 京都市立日野小学校
- 京都市立醍醐西小学校
- 京都市立北醍醐小学校
- 京都市立伏見板橋小学校
- 京都市立伏見南浜小学校
- 京都市立伏見住吉小学校
- 京都市立下鳥羽小学校
- 京都市立横大路小学校
- 京都市立納所小学校
- 京都市立向島小学校
- 京都市立向島藤の木小学校
- 京都市立向島秀蓮小中学校
- 京都市立神川小学校
- 京都市立久我の杜小学校
- 京都市立羽束師小学校
- 京都市立明親小学校
- 京都市立美豆小学校
- 京都市立栄桜小中学校

### 福知山市
- 福知山市立惇明小学校
- 福知山市立昭和小学校
- 福知山市立大正小学校
- 福知山市立雀部小学校
- 福知山市立庵我小学校
- 福知山市立修斉小学校
- 福知山市立遷喬小学校
- 福知山市立上豊富小学校
- 福知山市立六人部小学校
- 福知山市立上川口小学校
- 福知山市立金谷小学校
- 福知山市立佐賀小学校
- 福知山市立成仁小学校
- 福知山市立三和小学校
- 福知山市立夜久野小学校
- 福知山市立大江小学校

### 舞鶴市
- 舞鶴市立新舞鶴小学校
- 舞鶴市立三笠小学校
- 舞鶴市立倉梯小学校
- 舞鶴市立倉梯第二小学校
- 舞鶴市立与保呂小学校
- 舞鶴市立志楽小学校
- 舞鶴市立朝来小学校
- 舞鶴市立大浦小学校
- 舞鶴市立中舞鶴小学校
- 舞鶴市立明倫小学校
- 舞鶴市立吉原小学校
- 舞鶴市立余内小学校
- 舞鶴市立池内小学校
- 舞鶴市立中筋小学校
- 舞鶴市立福井小学校
- 舞鶴市立高野小学校
- 舞鶴市立由良川小学校
- 舞鶴市立岡田小学校

### 綾部市
- 綾部市立綾部小学校
- 綾部市立中筋小学校
- 綾部市立豊里小学校
- 綾部市立物部小学校
- 綾部市立志賀小学校
- 綾部市立西八田小学校
- 綾部市立吉美小学校
- 綾部市立東八田小学校
- 綾部市立東綾小学校
- 綾部市立上林小学校

### 宇治市
- 宇治市立宇治小学校
- 宇治市立南部小学校
- 宇治市立木幡小学校
- 宇治市立御蔵山小学校
- 宇治市立笠取小学校
- 宇治市立笠取第二小学校
- 宇治市立菟道小学校
- 宇治市立菟道第二小学校
- 宇治市立三室戸小学校
- 宇治市立神明小学校
- 宇治市立槇島小学校
- 宇治市立北槇島小学校
- 宇治市立小倉小学校
- 宇治市立北小倉小学校
- 宇治市立西小倉小学校
- 宇治市立岡屋小学校
- 宇治市立南小倉小学校
- 宇治市立伊勢田小学校
- 宇治市立大久保小学校
- 宇治市立大開小学校
- 宇治市立西大久保小学校
- 宇治市立平盛小学校

### 宮津市
- 宮津市立宮津小学校
- 宮津市立栗田小学校
- 宮津市立吉津小学校
- 宮津市立府中小学校
- 宮津市立日置小学校

### 亀岡市
- 亀岡市立亀岡小学校
- 亀岡市立つつじケ丘小学校
- 亀岡市立安詳小学校
- 亀岡市立東別院小学校
- 亀岡市立西別院小学校
- 亀岡市立曽我部小学校
- 亀岡市立吉川小学校
- 亀岡市立田野小学校
- 亀岡市立大井小学校
- 亀岡市立千代川小学校
- 亀岡市立亀岡川東学園
- 亀岡市立保津小学校
- 亀岡市立城西小学校
- 亀岡市立詳徳小学校
- 亀岡市立南つつじケ丘小学校
- 亀岡市立育親学園

### 城陽市
- 城陽市立久津川小学校
- 城陽市立久世小学校
- 城陽市立寺田小学校
- 城陽市立寺田南小学校
- 城陽市立寺田西小学校
- 城陽市立今池小学校
- 城陽市立深谷小学校
- 城陽市立富野小学校
- 城陽市立青谷小学校
- 城陽市立古川小学校

### 向日市
- 向日市立向陽小学校
- 向日市立第2向陽小学校
- 向日市立第3向陽小学校
- 向日市立第4向陽小学校
- 向日市立第5向陽小学校
- 向日市立第6向陽小学校

### 長岡京市
- 長岡京市立神足小学校
- 長岡京市立長法寺小学校
- 長岡京市立長岡第三小学校
- 長岡京市立長岡第四小学校
- 長岡京市立長岡第五小学校
- 長岡京市立長岡第六小学校
- 長岡京市立長岡第七小学校
- 長岡京市立長岡第八小学校
- 長岡京市立長岡第九小学校
- 長岡京市立長岡第十小学校

### 八幡市
- 八幡市立八幡小学校
- 八幡市立有都小学校
- 八幡市立中央小学校
- 八幡市立橋本小学校
- 八幡市立南山小学校
- 八幡市立美濃山小学校
- 八幡市立さくら小学校
- 八幡市立くすのき小学校

### 京田辺市
- 京田辺市立大住小学校
- 京田辺市立田辺小学校
- 京田辺市立田辺東小学校
- 京田辺市立薪小学校
- 京田辺市立草内小学校
- 京田辺市立三山木小学校
- 京田辺市立普賢寺小学校
- 京田辺市立松井ヶ丘小学校
- 京田辺市立桃園小学校

### 京丹後市
- 京丹後市立峰山小学校
- 京丹後市立いさなご小学校
- 京丹後市立しんざん小学校
- 京丹後市立長岡小学校
- 京丹後市立大宮第一小学校
- 京丹後市立大宮南小学校
- 京丹後市立島津小学校
- 京丹後市立橘小学校
- 京丹後市立網野北小学校
- 京丹後市立網野南小学校
- 京丹後市立丹後小学校
- 京丹後市立宇川小学校
- 京丹後市立吉野小学校
- 京丹後市立弥栄小学校
- 京丹後市立久美浜小学校
- 京丹後市立高龍小学校
- 京丹後市立かぶと山小学校

### 南丹市
- 南丹市立美山小学校
- 南丹市立園部小学校
- 南丹市立園部第二小学校
- 南丹市立八木西小学校
- 南丹市立八木東小学校
- 南丹市立胡麻郷小学校
- 南丹市立殿田小学校

### 木津川市
- 木津川市立相楽小学校
- 木津川市立木津小学校
- 木津川市立高の原小学校
- 木津川市立木津川台小学校
- 木津川市立相楽台小学校
- 木津川市立梅美台小学校
- 木津川市立棚倉小学校
- 木津川市立上狛小学校
- 木津川市立加茂小学校
- 木津川市立恭仁小学校
- 木津川市立南加茂台小学校
- 木津川市立州見台小学校
- 木津川市立城山台小学校

### 乙訓郡
- 大山崎町立大山崎小学校
- 大山崎町立第二大山崎小学校

### 久世郡
- 久御山町立御牧小学校
- 久御山町立佐山小学校
- 久御山町立東角小学校

### 綴喜郡
- 井手町立井手小学校
- 井手町立多賀小学校
- 宇治田原町立田原小学校
- 宇治田原町立宇治田原小学校

### 相楽郡
- 相楽東部広域連合立笠置小学校
- 相楽東部広域連合立和束小学校
- 相楽東部広域連合立南山城小学校
- 精華町立川西小学校
- 精華町立精北小学校
- 精華町立山田荘小学校
- 精華町立東光小学校
- 精華町立精華台小学校

### 船井郡
- 京丹波町立竹野小学校
- 京丹波町立丹波ひかり小学校
- 京丹波町立下山小学校
- 京丹波町立桧山小学校
- 京丹波町立質美小学校
- 京丹波町立明俊小学校
- 京丹波町立三ノ宮小学校
- 京丹波町立和知小学校

### 与謝郡
- 伊根町立伊根小学校
- 伊根町立本庄小学校
- 与謝野町立桑飼小学校
- 与謝野町立与謝小学校
- 与謝野町立加悦小学校
- 与謝野町立岩滝小学校
- 与謝野町立石川小学校
- 与謝野町立三河内小学校
- 与謝野町立市場小学校
- 与謝野町立山田小学校

## 私立小学校
全10校
- 京都市北部地域：右京区、北区、左京区
  - 光華小学校
  - 立命館小学校
  - 同志社小学校
  - ノートルダム学院小学校
  - 京都文教小学校
- 京都市中部地域：東山区、山科区
  - 京都女子大学附属小学校
  - 一燈園小学校
- 京都市南部地域：伏見区
  - 京都聖母学院小学校
- 京都市以外地域：向日市、木津川市
  - 洛南高等学校附属小学校
  - 同志社国際学院初等部・国際部